# Glasgow, Pennsylvania
Glasgow là một thị trấn thuộc quận Beaver, tiểu bang Pennsylvania, Hoa Kỳ. Năm 2010, dân số của thị trấn này là 60 người.